# Gregorio VI (antipapa)
Gregorio VI (fl. XI secolo) è stato antipapa nel 1012.

## Biografia
Dopo la morte di papa Sergio IV, "un tale Gregorio" si oppose al partito dei Teofili (che in seguito avrebbe eletto contro di lui Benedetto VIII) e si fece eleggere papa, probabilmente da una fazione minoritaria, per volere del patrizio Giovanni Crescenzio II, che comunque morì subito dopo e non poté sostenerlo.
Prontamente espulso da Roma, Gregorio si recò in Germania dove il 25 dicembre 1012 chiese il sostegno di Enrico II, il quale stava festeggiando il Natale a Pöhlde. L'imperatore, dopo aver promesso di prendere in considerazione il caso e di esaminare la legge canonica tenendo presente gli usi di Roma, gli tolse le insegne papali e gl'intimò di cessare ogni pretesa sul papato. Dopo questo episodio non si hanno più notizie storiche di Gregorio.
Riguardo alla legittimità della nomina di Gregorio, va notato che egli fu il primo ad essere proclamato papa come successore di Sergio e che la proclamazione di Benedetto fu successiva. In effetti, la chiesa cattolica riconosce che un cattolico può diventare papa legittimo anche con mezzi illegali in base al principio del possesso; nella storia esistono diversi casi simili in cui la chiesa ha poi riconosciuto la legittimità del papa così insediato.
Curiosamente anche Giovanni Graziano, che qualche decennio più tardi venne eletto papa con lo stesso nome, ottenne il papato grazie alla simonia, affermando di sentirsi moralmente obbligato a sottrarre il papato a Benedetto IX che riteneva ovviamente inadatto al ruolo papale e, sebbene sia stato deposto proprio per simonia, viene tuttora ancora riconosciuto come papa legittimo.
Il caso di questo Gregorio VI rappresenta quindi un'anomalia; probabilmente il fatto di essere considerato illegittimo derivò più dalla propria incapacità a mantenere il controllo del papato, che non alla legittimità della sua elezione. In effetti avrebbe potuto essere considerato papa legittimo fino alla perdita del potere causatagli dalla presa di posizione di Enrico II. Resta il fatto che è escluso dalla lista ufficiale dei papi dell'Annuario pontificio.